# Le Siège de Paris
Pour les articles homonymes, voir Siège de Paris.
Le Siège de Paris est  un tableau représentant le siège de Paris (1870-1871), œuvre du peintre et sculpteur français Ernest Meissonnier spécialisé dans la peinture historique.

## Un moment tragique de l’histoire de Paris
Après la reddition de Napoléon III à Sedan, le 2 septembre 1870, les Prussiens parvinrent aux abords de Paris et en firent le siège du 18 septembre 1870 au 28 janvier 1871. Plusieurs tentatives de sortie pour desserrer l’étau allemand se soldèrent par de cuisants échecs. Les Parisiens subirent les rigueurs du siège avec courage, endurant la pénurie alimentaire jusqu’à l’échec des batailles de janvier 1871 après lesquelles, le Gouvernement de la Défense nationale décida de négocier un armistice avec les Allemands.

## Le tableau
Ernest Meissonnier commença son tableau en 1870, dès la fin de la guerre mais ne le termina qu’en 1871. Il conçut son œuvre comme un mémorial aux morts célèbres ou inconnus du siège de Paris, mêlant réalisme et allégorie.
« J’ai voulu faire une sorte de symphonie héroïque de la France. » a-t-il expliqué.
Le tableau est construit sur une opposition entre la figure centrale de la Ville de Paris et le spectre de la famine, surgissant du ciel enfumé, accompagnée d’un aigle symbolisant l’Empire allemand.

### Allégories
La figure allégorique de Paris,  prenant les traits d’une femme imposante (en réalité l'épouse du peintre), couverte d'un voile noir et d'une peau de lion (symbole du courage), la main appuyée sur une épée, se dresse derrière une barricade en ruines. Elle est encadrée par un drapeau tricolore en lambeaux, flottant au vent.
Au-dessus d'elle, dans un ciel de nuages et de fumées, l’atmosphère alourdie ne laisse entrevoir aucun espoir. Au-dessus de la barricade, surgit le spectre de la famine et l’aigle prédateur.

### Un mémorial du siège de Paris
Au premier plan, couchés sur les palmes du martyr, gisent pêle-mêle nombre de soldats morts ou agonisant : gardes nationaux,  mobiles,  soldats et marins qui symbolisent la souffrance du peuple tout entier. 
Meissonnier, avec réalisme a également rendu hommage à certains morts illustres pour leur valeur exemplaire : 
- Dans le coin inférieur droit, gît le colonel Picot de Dampierre, commandant les Mobiles de l'Aube,  mort au Combat de Bagneux, en octobre 1870,  à la tête de ses hommes partis en  mission de reconnaissance. Il est identifiable à son écharpe rouge, sa mort avait suscité un émoi parmi les Parisiens.
- Le capitaine Néverlée, chef d’un bataillon de francs-tireurs tué à Villiers, est représenté écrasé sous un cheval blessé.
- Au pied de la figure de Paris, on distingue le gisant du colonel Franchetti,  mortellement blessé lors de la sortie de la Marne, le 30 novembre 1870.
- Le peintre Henri Regnault, se meurt, agenouillé contre le flanc de l’allégorie qui le protège en soulevant un pan de son voile. Il fut tué à l'âge de 27 ans pendant la seconde bataille de Buzenval en janvier 1871. Meissonnier a voulu symboliser à travers lui la jeunesse prometteuse décimée par les combats[2].

### Un hommage aux anonymes
Meissonnier rend aussi hommage aux anonymes. On peut voir des soldats encore valides poursuivant le combat, à gauche du tableau, ils chargent un canon et sonnent la charge. Il nous montre également les souffrances des civils : un vieillard recherche son fils parmi les cadavres, une mère présente à son mari leur enfant décédé, une femme pleure sur le corps sans vie de son époux.